# Bâtiments du roi

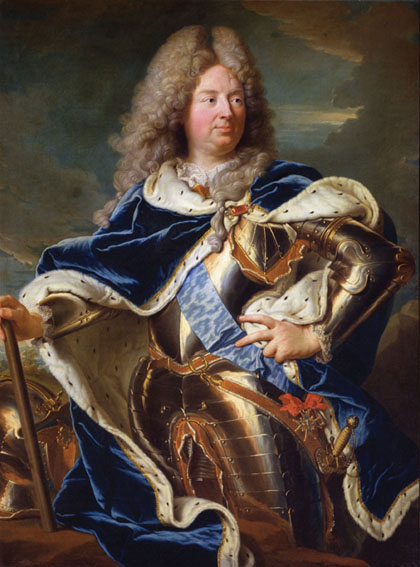
Retrato de Louis Antoine de Pardaillan de Gondrin, Duque de Antin, superintendente general de los edificios del rey en 1716.

Bajo el Antiguo Régimen en Francia, la administración de los Bâtiments du roi (en francés, lit. 'Edificios del rey'), dependiente del departamento de la Casa del Rey (en francés: département de la Maison du roi), era principalmente responsable de las obras ordenada por el soberano, en sus residencias de París o de sus alrededores.

## Historia
La superintendencia de los edificios fue creada por Enrique IV y confiada por él a Sully, para poner fin a la situación anterior en la que cada residencia real tenía su propio superintendente. El superintendente era asistido por un intendente (intendant) y un controlador general (contrôleur général).
Durante el siglo XVII, las competencias del superintendente de los Bâtiments se extendieron a las fábricas de tapices, a la imprenta real, al Jardin royal (futuro jardin des Plantes) y su título se modificó en consecuencia: en 1664, Jean-Baptiste Colbert era así «superintendente y organizador general de los edificios, artes, tapices y manufacturas de Francia» (surintendant et ordonnateur général des bâtiments, arts, tapisseries et manufactures de France).
Debido a la importancia de sus atribuciones y a la personalidad excepcional de muchos de los titulares, el superintendente adquirió un rango casi equivalente al de un ministro. Por los encargos reales, ejercía una considerable influencia en la vida artística de su tiempo y en la evolución del gusto.
En 1708, el servicio fue rebajado al rango de director general. Retomó su título de superintendencia en 1716, antes de recuperar el de dirección general en 1726. A partir de esa fecha, la función deja de ser un cargo para convertirse en una simple comisión, revocable  ad nutum. El título más común será el de «director y organizador general de los edificios, jardines, artes, academias y manufacturas reales». (directeur et ordonnateur général des bâtiments, jardins, arts, académies et manufactures royales).

## Organización
La administración de los edificios empleaba entre 250 y 300 personas, con un presupuesto que variaba entre los 14 millones (1685) y los 1.2 millones de libras (1709).
El director general estaba asistido por el Premier architecte du roi y el Premier peintre du roi (el primer pintor del rey). Hasta 1776, tenía bajo su mando a varios intendentes generales y controladores generale; después de 1776 había tres intendentes, un arquitecto ordinario, un inspector general y cuatro controladores. Los oficiales de los Bâtiments también estaban además asignadas a cada casa real.

## Atribuciones
Las atribuciones de los Bâtiments du roi comprendían, según la declaración real del 1 de septiembre de 1776:
- la construcción y mantenimiento de residencias reales  (palais du Louvre, Tuileries, château de Versailles) y de las residencias satélites (châteaux de Saint-Germain-en-Laye, Fontainebleau, Compiègne, etc.), así como parques y jardines;
- la realización y el mantenimiento de obras de interés general tales como la plaza Louis-le-Grand (actual place Vendôme), o el hôtel des Invalides;
- a gestión del mecenazgo real, a través de la tutela de varias academias: Académie royale de peinture et de sculpture, Académie royale d'architecture, Académie de France à Rome y los alojamientos de los artistas, en particular los del Louvre;
- las manufacturas de los Gobelins, de la Savonnerie y de Sèvres;
- las funciones de gran veedor (grand-voyer) de la ciudad de Versailles.

## Lista des residencias reales relevant des Bâtiments du roi
- Château de Versailles, Grand Trianon, Petit Trianon y dependencias
- Château de Marly
- Château de Fontainebleau
- Château de Saint-Germain-en-Laye
- Château de Meudon
- Palais du Louvre
- Palais des Tuileries
- Palais-Royal
- Palais du Luxembourg
- Château de Madrid
- Château de La Muette
- Château de Vincennes
- Château de Compiègne
- Château de Blois
- Château de Chambord
- Château d'Amboise
- Château de Choisy
- Château de Saint-Hubert
- Château de Bellevue
- Jardin des Plantes de Paris
- Maison royale de Saint-Louis à Saint-Cyr-l'École
- Collège de France
- Manufacture des Gobelins
- Manufacture de la Savonnerie

## Lista cronológica de los superintendentes o directores generales de los Bâtiments du roi
Desde 1602 a 1708, y luego desde 1716 a 1726, se tienen «superintendentes generales» (surintendants généraux); de 1708 a 1716 y de 1726 a 1791, «directores generales» ("directeurs généraux") de los Bâtiments.
1. 1602-1621: Maximilien de Béthune (1560-1641), duque de Sully, paralelamente surintendant des finances
2. 1621: Louis d'Aloigny (ca. 1583-1657), marqués de Rochefort
3. 1622-1624: Jean de Fourcy de Corbinière
4. 1625-1638: Henri de Fourcy de Corbinière
5. 1638-1645: François Sublet de Noyers (ca. 1588-1645)
6. 1646-1648: Jules Mazarin (1602-1661), cardenal, primer ministro
7. 1648-1656: Étienne Le Camus
8. 1656-1664: Antoine de Ratabon (1617-1670), señor de Trémemont
9. 1664-1683: Jean-Baptiste Colbert (1619-1683), superintendente y organizador general de los edificios, artes, tapices y manufacturas de Francia, paralelamente contrôleur général des finances (controlador general de las finanzas) y secretario de Estado en la Casa del rey
10. 1683-1691: François Michel Le Tellier de Louvois (1641-1691), marqués de Louvois, superintendente y organizador general de los edificios, artes, tapices y manufacturas de Francia
11. 1691-1699: Édouard Colbert de Villacerf (1629-1699), marqués de Villacerf
12. 1699-1708: Jules Hardouin-Mansart (1646-1708), paralelamente Premier architecte du roi
13. 1708-1736: Louis Antoine de Pardaillan de Gondrin (1665-1736), duque de Antin, director general de los Bâtiments du roi, Académies et Manufactures (1708-1718 y 1726-1736) o surintendant des Bâtiments du roi, Académies et Manufactures (1718-1726)
14. 1736-1745: Philibert Orry (1689-1747), conde de Vignory, director general de los Bâtiments du roi, Académies et Manufactures, paralelamente contrôleur général des finances
15. 1745-1751: Charles François Paul Le Normant de Tournehem (1684-1751), director general de los Bâtiments du roi, Académies et Manufactures
16. 1751-1773: Abel-François Poisson de Vandières (1727-1781), marqués de Marigny, director general de los Bâtiments du roi, Arts, Jardins et Manufactures
17. 1773-1774: Joseph Marie Terray (1715-1778), abad de Molesmes, señor de La Motte-Tilly, paralelamente contrôleur général des finances
18. 1774-1791: Charles Claude Flahaut de La Billarderie (1730-1810), conde de Angiviller, director general de los Bâtiments du roi, Arts, Jardins et Manufactures